# 1486 en musique classique
| \| • Retour à la chronologie générale de la musique classique • \| |
| Grèce • Rome • Haut Moyen Âge • VIIIe siècle • IXe siècle • Xe siècle • XIe siècle XIIe siècle • XIIIe siècle • XIVe siècle • XVe siècle • XVIe siècle • XVIIe siècle XVIIIe siècle • XIXe siècle • XXe siècle • XXIe siècle |
| • Retour à la chronologie générale de la musique classique • |

| Années en musique classique : 1483 - 1484 - 1485 - 1486 - 1487 - 1488 - 1489    |
| Décennies en musique classique : 1450 - 1460 - 1470 - 1480 - 1490 - 1500 - 1510 |

## Naissances

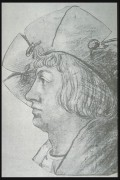
Ludwig Senfl

- 6 janvier : Martin Agricola, compositeur et musicologue allemand († 10 juin 1556).
- sans date :
  - Ludwig Senfl, compositeur suisse († entre le 2 décembre 1542 et le 10 août 1543).
  - Balthasar Resinarius, compositeur allemand († 12 avril 1544)